# Jean-Paul Mendy
Jean-Paul Mendy est un boxeur français né le 14 décembre 1973 à Mantes-la-Jolie dans les Yvelines.

## Biographie
Mendy se forge un palmarès important dans les rangs amateurs. Sous le casque de l'équipe de France et des Mureaux, le club de ses débuts, il glane deux médailles de bronze européennes et une mondiale. Il dispute aussi les Jeux olympiques d'été de 1996 à Atlanta et remporte la médaille d'or des Goodwill Games en 1998 à New York en moins de 75 kg. Passé professionnel en 2000 après avoir échoué à se qualifier pour les Jeux de Sydney, il connaît un début de carrière prometteur : quatorze victoires en trois ans, dont deux en championnat de France face à Rachid Kanfouah.
En septembre 2003, il rejoint le club des gants Lucéens. Il y arrive en même temps que Frédéric Klose avec qui il va aimer se préparer et dont il devient l'homme de coin pendant ses matchs et inversement. Il parvient à conserver son titre à cinq reprises et aspire à une échéance plus prestigieuse. Mendy quitte alors le clan de Michel Acariès et s'envole pour les États-Unis. Un manager lui trouve deux combats en Caroline qu'il remporte par KO et se fait repérer. Il est invité à Las Vegas pour un tournoi baptisé The New Generation en juillet 2006. En un round, il bat l'américain Vargas et se qualifie pour la demi-finale qu'il maîtrise deux mois plus tard face à l'invaincu Buchanan. En janvier 2007 à Memphis, Mendy est en finale pour un titre mineur IBO face à Hanshaw. À l'issue d'un affrontement de douze rounds, le français pense l'emporter mais les arbitres déclarent un match nul.
Il doit cependant attendre juillet 2011 pour disputer un titre mondial. À Bucarest, il tombe sur le frappeur Lucian Bute qui l'envoie au tapis sur un crochet gauche au quatrième round. Ce match est sa première défaite et son dernier combat.

### Ouvrage de référence
- Gérald Massé et Romain Léger, Les exploits des sportifs d'Eure-et-Loir : 1965-2015, Dreux, Antipodes, octobre 2015, 336 p. (ISBN 978-2-9553628-0-8)

1. 1 2 3  Boxe - 2007 / Klose et Mendy : les grands Lucéens, p. 199
2. 1 2 3 4 5 6 7 8 9 10 11 12 13  Boxe - 2007 / Klose et Mendy : les grands Lucéens, p. 200
3. ↑  Boxe - 2007 / Klose et Mendy : les grands Lucéens, p. 198

### Autres références
1. ↑  (en) 4.Goodwill Games - New York, USA - July 27 - August 1 1998